# Dimitrij Fjodorovič Aleksejev
Dimitrij Fjodorovič Aleksejev (rusko Дмитрий Фёдорович Алексеев), sovjetski general, * 1902, † 1974.

## Življenjepis
Med letoma 1941 in 1943 je bil poveljnik 354. strelske divizije, med letoma 1943 in 1945 poveljnik 105. strelskega korpusa in leta 1960 je postal vrhovni poveljnik Transbajkalskega vojaškega okrožja.